# Eliane Elias
Eliane Elias ([ɛliˈani eˈliəʃ]; San Paolo, 19 marzo 1960) è una cantante, pianista e compositrice brasiliana.

## Biografia

### Gli inizi
Eliane Elias ereditò il talento della madre Lucy, pianista classica che amava anche ascoltare dischi di jazz e che fu la prima maestra della figlia. Cresciuta in questo ambiente musicale, a dodici anni la Elias trascriveva passaggi armonici dalle musiche di grandi pianisti jazz statunitensi – Bud Powell, Art Tatum, Wynton Kelly e Bill Evans – e li riproduceva al pianoforte. Si iscrisse al Centro Livre de Aprendizagem Musical di San Paolo, e già a quindici anni confermava la precocissima predisposizione musicale impartendo lezioni di piano. Dopo sei anni di frequenza all'accademia musicale continuò lo studio di tecnica musicale sotto la guida di Amilton Godoy e di Amaral Vieira, e non ancora ventenne componeva la propria musica e si esibiva nei jazz club della città natale.

### La carriera
L'anno di svolta fu il 1981, quando la Elias era in tournée in Europa. Durante il tour incontrò il bassista Eddie Gomez che la convinse a trasferirsi a New York per continuare la carriera pianistica. Nella metropoli statunitense, Eliane Elias proseguì privatamente negli studi presso la Juilliard School of Music, e in qualità di tastierista si unì al supergruppo jazz Steps Ahead che vedeva, oltre alla Elias, Michael Brecker, Mike Mainieri, Peter Erskine ed Eddie Gomez. Dopo l'incisione di Step Ahead, la pianista lasciò il gruppo e iniziò la carriera solista, lavorando anche con la formazione classica del trio; inoltre collaborò assieme al trombettista e futuro marito Randy Brecker, con cui nel 1985 realizzò l'album Amanda, dal nome della loro figlia. In seguito fu la pianista in diversi trii, uno assieme al batterista Jack DeJohnette ed Eddie Gomez, un altro in cui era affiancata da Erskine e dal bassista Marc Johnson (che in seguito diverrà suo marito) e un terzo in cui alla batteria Erskine era sostituito da Satoshi Takeishi.
Nel 1986 venne realizzato l'album Illusions e due anni dopo Cross Current. Quest'ultimo ebbe un ottimo riscontro di vendite secondo le classifiche stilate da Billboard. So Far so Close, del 1989, secondo le rilevazioni di Radio & Records, fu il primo in assoluto quanto a passaggi radio. Vi suonano Michael e Randy Brecker, Peter Erskine, Will Lee e i percussionisti Café e Don Alias, e venne prodotto da Eumir Deodato. Sono presenti pezzi composti della Elias, quali At First Sight e Still Hidden.
Gli anni novanta vedono Eliane Elias produrre opere jazz alternate a lavori che riportano alla sua matrice culturale e musicale brasiliana. Il CD Eliane Elias Plays Jobim è un omaggio della pianista al padre della bossa nova, così come le interpretazioni vocali di celebri motivi, fra i quali Garota de Ipanema, di Tom Jobim e Vinícius de Moraes, Samba de uma nota só, composta da  Jobim e Newton Mendonça, e Anos dourados scritta dallo stesso  Tom Jobim e Chico Buarque, contenute nel CD Eliane Elias Sings Jobim del 1998. Tra le due produzioni discografiche, la Elias pubblicò opere che la vedevano sola, in duetto con Herbie Hancock o con altre formazioni: di quegli anni sono A Long Story del 1992, Eliane Elias Solos and Duets with Herbie Hancock (1994) e The Three Americas (1996), album che conteneva motivi quasi tutti di propria composizione e ispirati all'intero continente americano.
Nel 2002, dopo la pubblicazione dell'album Everything I Love e di Impulsive!, per il quale ebbe la nomination per due Grammy Awards, partecipò a un concerto a cui intervennero Paquito D'Rivera, Gato Barbieri, Michel Camilo e Jerry Gonzales. Ancora più folto e prestigioso fu, due anni dopo, il gruppo di artisti brasiliani che si radunarono con lei a Rio de Janeiro nello spettacolo "Bossa Nova in Concert": si esibirono nello show Johnny Alf, João Donato, Marcos Valle, Wanda Sá, Leny Andrade, Pery Ribeiro, Carlos Lyra, Durval Ferreira, Os Cariocas, i Bossacucanova e Roberto Menescal, che curava anche la direzione musicale della manifestazione.
Lasciata la Blue Note, tra il 2002 e il 2006 realizzò Kissed by Nature, Dreamer e Around the City, poi l'anno dopo ritornò all'etichetta a cui era stata legata per lungo tempo e registrò Something for You: Elaine Elias Sings & Plays Bill Evans, e due anni più tardi pubblicò Bossa Nova Stories, un album che affonda le radici nel retroterra musicale della Elias ed è da molti considerato il migliore fra i suoi lavori. È del 2010 Light My Fire, a cui seguono Swept Away e poi, nel 2013, I Thought About You: A Tribute to Chet Baker, un omaggio al grande trombettista americano. Nel 2015 esce  Made in Brazil, album che vede una tracklist composta da brani inediti e classici della musica brasiliana.

## Discografia
- 1986 - Amanda
- 1988 - So Far so Close
- 1989 - Eliane Elias Plays Jobim
- 1989 - Cross Currents
- 1991 - Illusions
- 1991 - A Long Story
- 1992 - Fantasia
- 1993 - Paulistana
- 1994 - Solo & Duets
- 1996 - The Three Americas
- 1997 - Impulsive!
- 1998 - Eliane Elias Sings Jobim
- 2000 - Everything I Love
- 2002 - Kissed by Nature
- 2004 - Portrait of Bill Evans
- 2004 - Winds Is Like Jobim
- 2006 - When You Wish Upon a Star
- 2006 - Around the City
- 2008 - Something for You: Eliane Elias Sings & Plays Bill Evans
- 2011 - Light My Fire
- 2012 - Swept Away
- 2013 - I Thought About You: A Tribute to Chet Baker[6]
- 2015 - Made in Brazil
- 2017 - Dance of Time
- 2018 - Music from Man of La Mancha
- 2019 - Love Stories
- 2021 - Mirror Mirror (con Chick Corea e Chucho Valdés)
- 2022 - Quietude

Con Steps Ahead
- Steps Ahead (Elektra Musician, 1983)
- Holding Together (NYC, 2002)

### Guest(in ordine alfabetico)
- Brecker Brothers - Out of the Loop (1994)
- Urszula Dudziak - Sorrow Is Not Forever...But Love Is (1983)
- Peter Erskine - Motion Poet (1988)
- Michael Franks - Abandoned Garden (1995)
- Denyce Graves - The Lost Days (2002)
- Joe Henderson - Double Rainbow: The Music of Antonio Carlos Jobim (1995)
- Toninho Horta - Moonstone (1989)
- Marc Johnson - Shades of Jade (2005)
- Marc Johnson -  Swept Away (2012)
- Ivo Perelman - Ivo (1989)
- Andy Summers - World Gone Strange (1991)
- Toots Thielemans - The Brasil Project (1992)
- Toots Thielemans - The Brasil Project Vol. 2 (1993)
- Ornella Vanoni - Ornella &... (1986)